# Helene Fleischer
Helene Fleischer, née Margarete Helene Lätzsch le 11 juin 1899 à Leumnitz (de) et assassinée le 26 juin 1941 à Stadtroda, est une ouvrière, femme politique et résistante allemande.

## Biographie
Fille d'ouvrier, elle est très bonne élève, première de sa classe à l'école. Elle quitte le système scolaire à l'âge de 14 ans et travaille comme femme de chambre, puis comme serveuse, puis comme ouvrière dans l'industrie du textile, dans une usine à Gera,. Elle adhère au Parti social-démocrate (SPD) en 1919, est syndiquée à partir de 1922, puis adhère au Parti communiste en 1923,. En 1931, elle est élue députée au Landtag de Thuringe, le Parlement de l'État de Thuringe.
Aux élections législatives de juillet 1932, elle est élue députée de Thuringe au Reichstag, le parlement de la république de Weimar, à l'âge de 33 ans. Elle est réélue aux élections anticipées de novembre 1932, mais pas à celles de mars 1933, qui se déroulent dans un climat de terreur orchestré par les nazis. Au lendemain de ces élections, le 6 mars, le gouvernement nazi interdit le Parti communiste par décret,. 
Engagée dans la résistante communiste après la prise de pouvoir par les nazis, elle est arrêtée en janvier 1934 et condamnée à trois ans et demi de prison. D'abord emprisonnée à Thuringe, elle est transférée en 1937 au camp de concentration de Moringen, puis à celui de Lichtenburg. Gravement malade, relâchée en 1938, elle trouve un emploi comme ouvrière dans une filature de laine, et s'engage à nouveau dans la résistance. Elle est arrêtée par la Gestapo en février 1941 et torturée. Les autorités la déclarent schizophrène et l'internent en mai dans une clinique psychiatrique à Stadtroda, où les nazis la font assassiner le mois suivant, probablement par un surdosage délibéré de sédatifs, dans le cadre de la politique d'extermination des malades mentaux. Elle a 42 ans,,. 
Elle est l'une des anciens députés commémorés par le Mémorial en souvenir des 96 membres du Reichstag assassinés par les nazis, devant le palais du Reichstag. Après la guerre, l'Allemagne de l'Est donne son nom à une rue (Helene-Fleischer-Straße) à Gera. Une école à Gera est également nommée en sa mémoire en 1979, mais est débaptisée en 1991 lorsque l'Allemagne de l'Est disparaît.